# Acholeplasma
Acholeplasma ist eine Gattung von Bakterien. Sie zählt zu den Mollicutes innerhalb des Phylums (Abteilung) Mycoplasmatota (früher Tenericutes genannt).

## Merkmale

### Erscheinungsbild
Die Zellen sind kugelförmig und sehr klein, der Durchmesser liegt bei 300 nm. Es können auch Filamente gebildet werden, die Länge beträgt hierbei 2 -5 µm. Sie sind fakultativ anaerob, können also auch unter Sauerstoffausschluss leben.

### Stoffwechsel
Acholeplasma ist chemo-organotroph, eine Photosynthese wird nicht ausgeführt. Die meisten Arten nutzen Glucose und andere Zucker als Hauptenergiequelle.

### Pathogenität
Der Mensch wird unter normalen Umständen nicht befallen. Allerdings wird davon ausgegangen, dass in Umgebungen, wo hohe Konzentrationen dieser Bakterien herrschen, auch der Mensch von einigen Arten befallen werden kann. Innerhalb der Einstufung von Bakterien werden somit einige Arten der Risikogruppe 2 zugeordnet (§ 3Biostoffverordnung): „Risikogruppe 2: Biostoffe, die eine Krankheit beim Menschen hervorrufen können und eine Gefahr für Beschäftigte darstellen könnten; eine Verbreitung in der Bevölkerung ist unwahrscheinlich; eine wirksame Vorbeugung oder Behandlung ist normalerweise möglich“. Zu diesen Arten zählen z. B. Acholeplasma granularum, Acholeplasma hippikon, Acholeplasma laidlawii und Acholeplasma morum. Die Pathogenität bei Wirbeltieren ist meist noch nicht endgültig geklärt, z. B. wurden verschiedene Arten von Acholeplasma in Rindern gefunden, Acholeplasma laidlawii in Katzen.
Die Art Acholeplasma laidlawii ist die einzige Art der Mollicutes, die auch außerhalb des Wirtes leben kann, vorausgesetzt die Umwelt liefert den notwendigen Nährstoffbedarf.

## Systematik
Die Bakteriengattung Archoleplama zählt zu der Familie Acholeplasmataceae, welche wiederum zu der Klasse der Mollicutes gestellt wird.
Die Arten dieser Klasse zählen zu den kleinsten bekannten Organismen und leben parasitisch.
Archoleplasma lässt sich von vielen Arten der Mollicutes dadurch unterscheiden, dass es kein Cholesterol für das Wachstum benötigt. Allerdings trifft dies auch auf einige Arten der Asteroleplasma, Spiroplasma und Mesoplasmado zu.
Einige Arten (Stand: 16. März 2021):
- Acholeplasma axanthum Tully and Razin 1970
- Acholeplasma brassicae  Tully et al. 1994
- Acholeplasma cavigenitalium Hill 1992
- Acholeplasma equifetale Kirchhoff 1974
- Acholeplasma granularum (Switzer 1964) Edward and Freundt 1970
- Acholeplasma hippikon Kirchhoff 1974
- Acholeplasma laidlawii (Sabin 1941) Edward and Freundt 1970
- Acholeplasma modicum Leach 1973
- Acholeplasma morum Rose et al. 1980
- Acholeplasma multilocale Hill et al. 1992
- Acholeplasma oculi Al-Aubaidi et al. 1973
- Acholeplasma palmae Tully et al. 1994
- Acholeplasma parvum Atobe et al. 1983
- Acholeplasma pleciae (Tully et al. 1994) Knight Jr. 2004
- Acholeplasma vituli Angulo et al. 2000

Die von Joseph G. Tully im Jahr 1988 erstbeschriebene Art Acholeplasma entomophilum wird nun zu der Gattung Mesoplasma gestellt. Auch Acholeplasma florum, erstbeschrieben von McCoy et al. im Jahr 1984, wird nun ebenfalls innerhalb der Gattung Mesoplasma geführt. Das Gleiche gilt auch für Acholeplasma seiffertii (erstbeschrieben von Bonnet et al. im Jahr 1991).

## Etymologie
Der Gattungsname Acholeplasma leitet sich vom griechischen a (‚nicht‘), dem griechischen Wort chole (Galle) und dem griechischen Wort plasma (‚geformt‘) her und bezieht sich auf die Unabhängigkeit von Cholesterin für das Wachstum. Das Wort ‚Galle‘ bezieht sich auf den Umstand, dass Cholesterin erstmals aus Gallensteinen isoliert wurde.

## Bedeutung für den Menschen
Die Zellen sind sehr klein und von der Form her veränderlich und können dadurch im Labor Sterilfilter mit einem Durchmesser von 0,2 Mikrometern passieren, hierzu zählt v. a. die Art Acholeplasma laidlawii. Hierdurch entsteht die Gefahr, dass die Bakterien z. B. Zellkulturen im Labor kontaminieren können. Außer Acholeplasma sind vor allen Dingen verschiedene Arten von Mykoplasmen daran beteiligt. Zu den Arten zählen M. fermentans, M. hominis, M. orale, M. salivarium, M. bovis. Es wird angenommen, dass in Japan wohl bis zu 80 % aller Zellkulturen, die im Labor erzeugt werden, mit Mycoplasmen kontaminiert sind, in Deutschland bis zu 40 %. Die Arten von Mycoplasma gehören zu der normalen Fauna des Menschen, die Quelle für die Verunreinigung im Labor sind somit meist Mitarbeiter im unsauberen Umgang mit den Zellkulturen.